# Floresta temperada mista
Uma floresta temperada mista possui porte em torno dos 20m, ocorrendo em climas temperados tendendo a frios. As árvores são formadas tanto por angiospermas como por coníferas.[carece de fontes?] De acordo com o O Globo, é "caracterizada por um mosaico de habitats e de espécies." Ocorrem no Canadá, norte dos Estados Unidos, Países Escandinavos, Rússia, China e norte do Japão.